# 高麗飯店
39°0′31.47″N 125°44′9.92″E / 39.0087417°N 125.7360889°E
高麗飯店（朝鲜语：／），是位於朝鮮平壤直轄市中區域的國際飯店，臨近鐵路平壤站。飯店建於1985年，高43層，為雙塔式建築。有客房500餘間（特等5間，一等49間，二等222間，三等224間）床鋪1,000餘張，與羊角島國際飯店同為朝鲜最高級酒店設施。
高麗飯店曾作為2004年日朝首腦會談的報到地點。

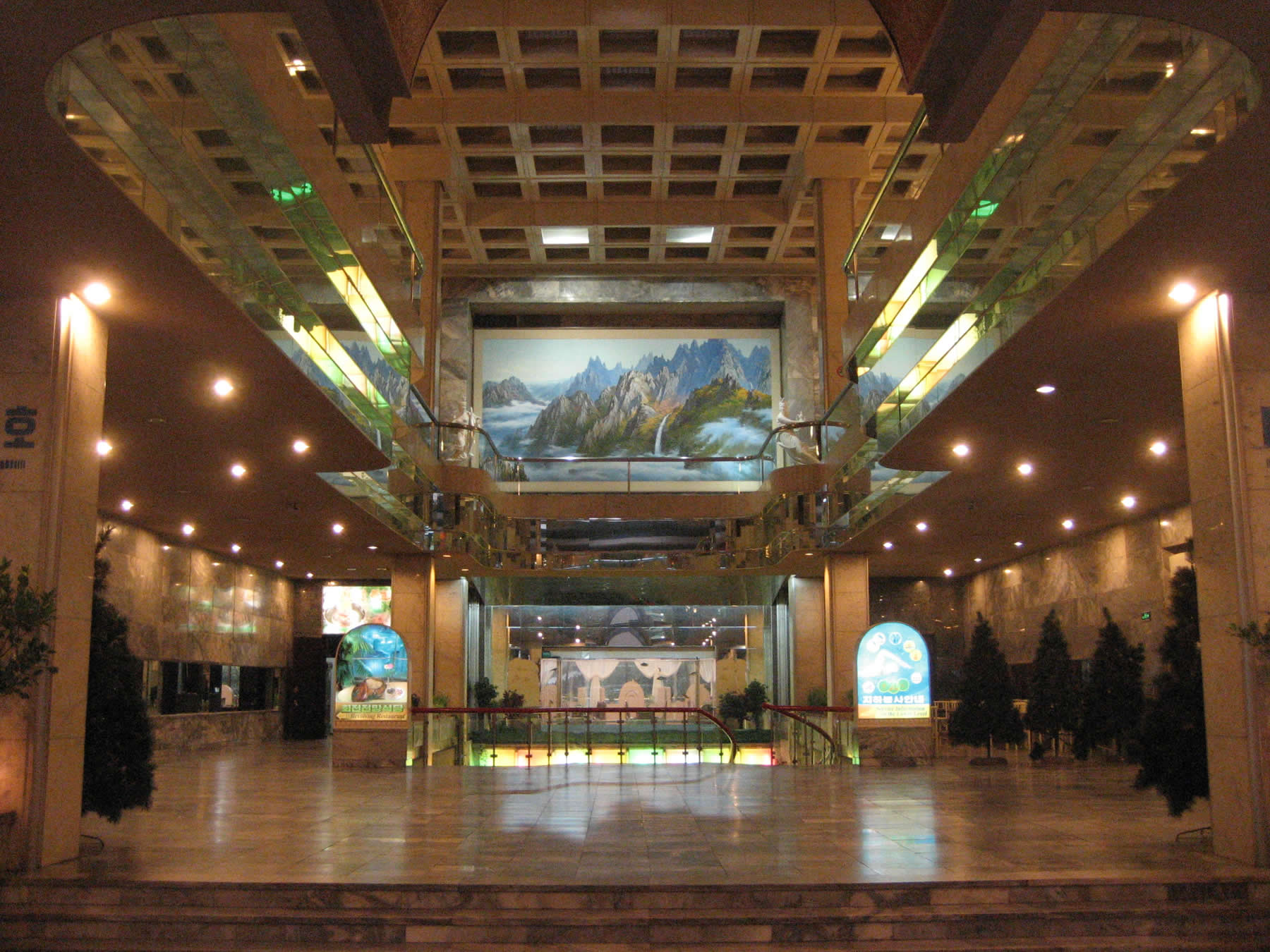
大廳

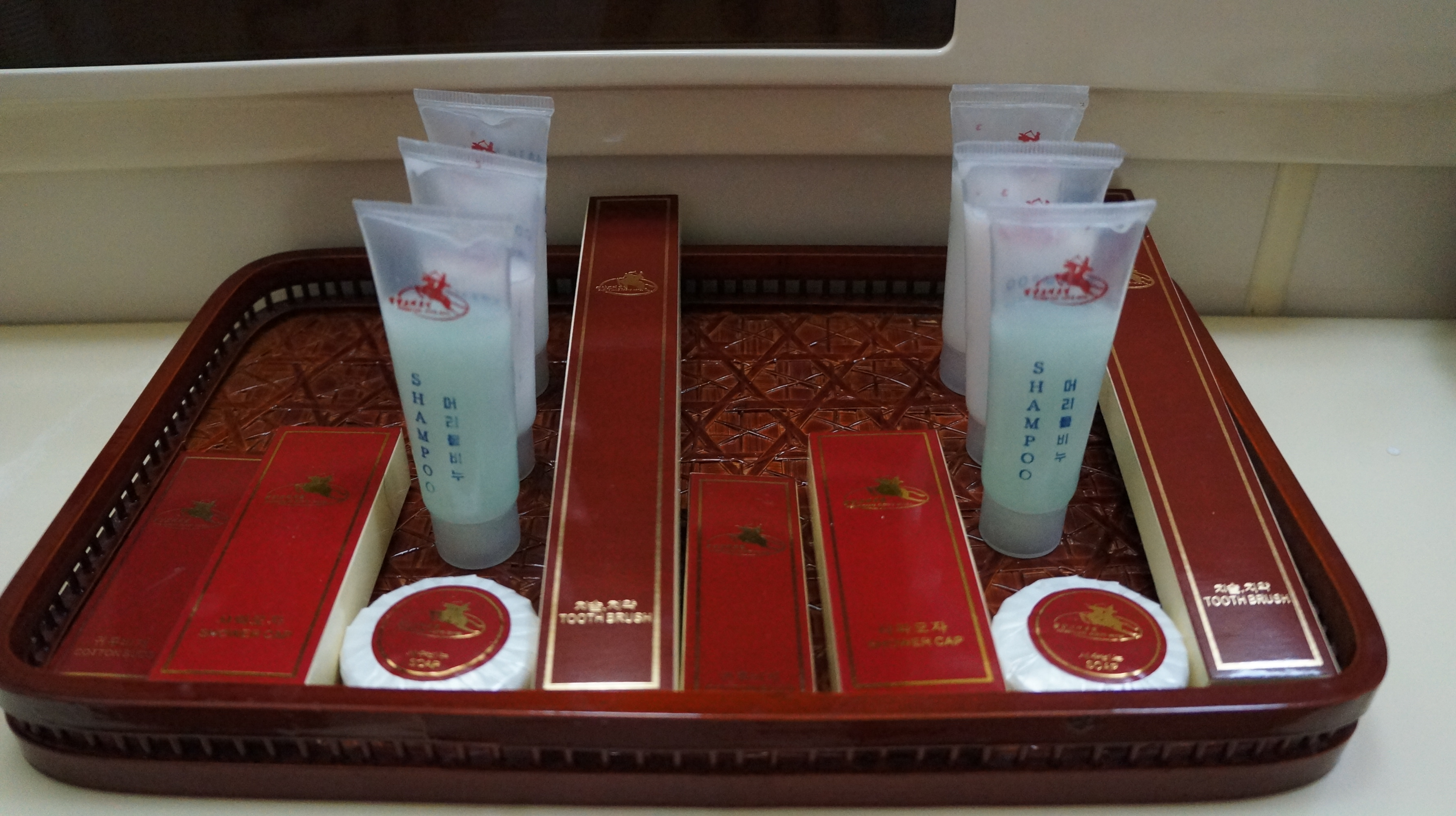
附贈衛生品

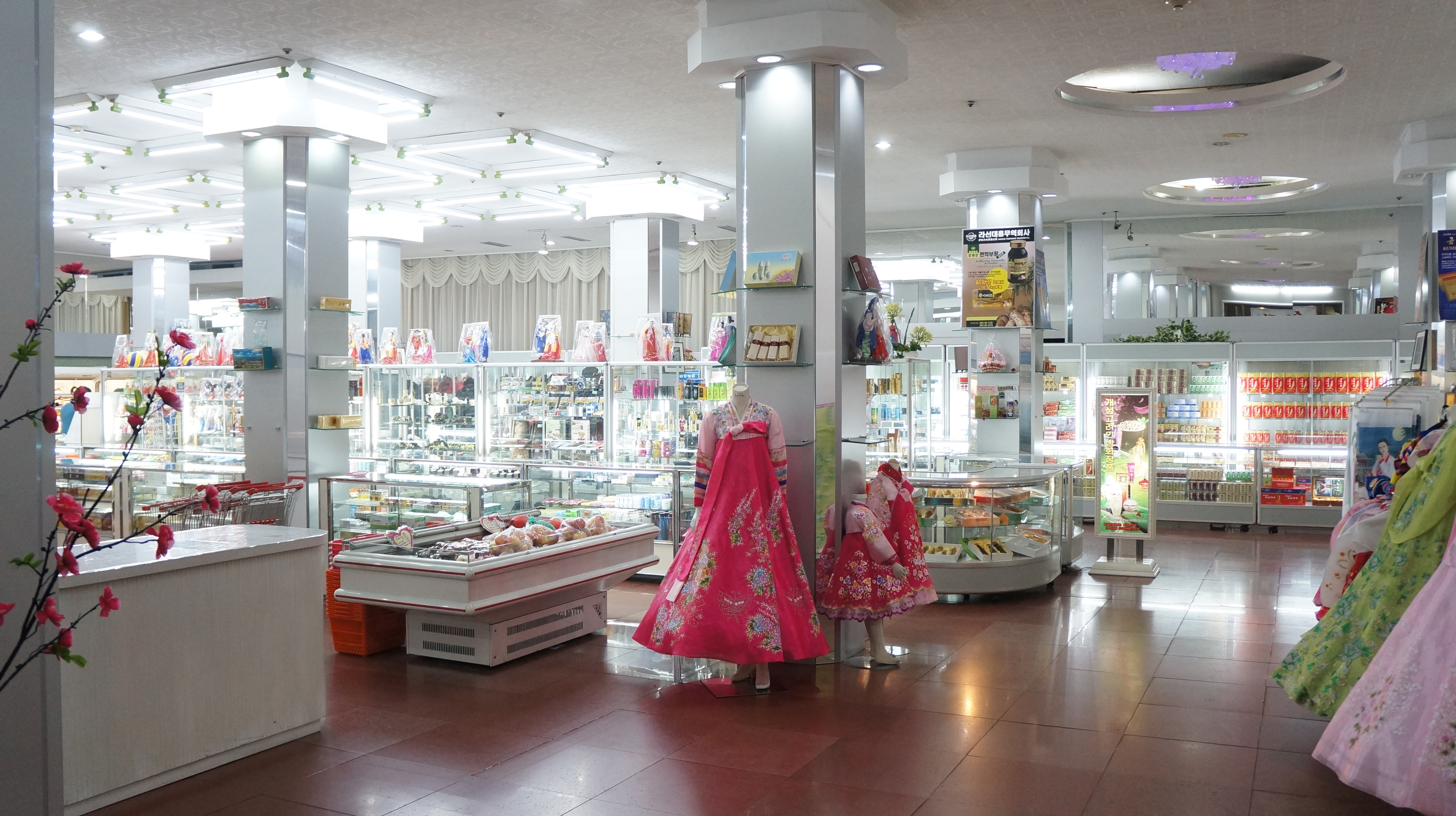
購物店

2015年6月11日，酒店上層發生火災。